# Dekret o łączności (PRL)
Dekret o łączności – akt normatywny mający moc ustawy z 1955 r., ustanowiony celem zaspokajania potrzeb administracji państwowej i gospodarki narodowej oraz kulturalno-bytowych potrzeb ludności w dziedzinie porozumiewania się na odległość, jak również w zakresie radiofonii i telewizji. Dekret powstał w miejsce ustawy z 1924 r. o poczcie, telegrafie i telefonie, zmieniona potem na podstawie obwieszczenie Ministra Poczt i Telegrafów z 1933 r. w sprawie ogłoszenia jednolitego tekstu ustawy z 1924 r. o poczcie, telegrafie i telefonie.

## Łączność pocztowa
Wyłącznym prawem Państwa było:
- przyjmowanie, przesyłanie i doręczanie korespondencji pisemnej zamkniętej i otwartej w obrocie pocztowym krajowym i zagranicznym,
- przyjmowanie zamówień na dostawę (prenumeratę) krajowych i zagranicznych czasopism oraz ich rozpowszechnianie w kraju (kolportaż).

## Zwolnienia z opłat pocztowych
Od opłat pocztowych wolne były:
- przesyłki pocztowe jeńców wojennych, osób internowanych lub traktowanych na równi z jeńcami albo przeznaczone dla jeńców lub tychże osób w granicach ustalonych w pocztowych umowach międzynarodowych,
- przesyłki poczty polowej,
- przesyłki szeregowców i podoficerów w służbie czynnej z wyjątkiem podoficerów nadterminowych – w ilości dwóch zwykłych listów do wagi 20 g każdy lub dwóch zwykłych kartek pocztowych miesięcznie,
- przez cały okres odbywania zasadniczej służby wojskowej – jedna paczka ubraniowa szeregowca lub podoficera zasadniczej służby wojskowej wysłana przez niego z jednostki wojskowej do rodziny oraz jedna paczka wysłana przez rodzinę tego żołnierza do jednostki wojskowej,
- paczki z podarunkami dla żołnierzy wysyłane przez zakłady pracy i organizacje społeczne,
- druki dla ociemniałych.

## Łączność telekomunikacyjna
Urządzenie elektromagnetyczne do nadawania, przesyłania lub odbioru znaków pisma, obrazów, dźwięków, sygnałów i wiadomości drogą przewodową, drogą radiową lub za pomocą innych systemów elektromagnetycznych – były urządzeniem telekomunikacyjnym.
Z kolei urządzenia telemetryczne, telemechaniczne i sygnalizacyjne nie były urządzeniami telekomunikacyjnymi w rozumieniu niniejszego dekretu.
Zakładanie i używanie urządzeń telekomunikacyjnych było wyłącznym prawem Państwa.

## Jednolita sieć telekomunikacyjna
W skład jednolitej sieci telekomunikacyjnej Państwa wchodziła:
- sieć telekomunikacyjna zarządzana przez Ministra Łączności,
- sieci telekomunikacyjne wewnątrzresortowe dla zaspokajania potrzeb łączności resortów: Bezpieczeństwa Publicznego, Spraw Wewnętrznych, Energetyki, Górnictwa, Hutnictwa, Kolei, Obrony Narodowej, Transportu Drogowego i Lotniczego oraz Żeglugi, z wyjątkiem urządzeń telekomunikacyjnych wewnątrzzakładowych i dyspozytorskich.

Jednolita sieć telekomunikacyjna Państwa powinna być rozbudowywana na zasadzie wzajemnego uzupełniania się poszczególnych sieci w skład jej wchodzących.
Na założenie i używanie radiofonicznego lub telewizyjnego urządzenia odbiorczego wymagane było uzyskanie zezwolenia.

## Zwolnienia z opłat telegraficznych i telefonicznych
Od opłat telegraficznych i telefonicznych wolne były:
- wezwania o pomoc w razie katastrofy,
- przymusowego lądowania statku powietrznego,
- pożaru, powodzi, epidemii, powstania zaraźliwej choroby zwierzęcej,
- pojawienia się szkodników roślinnych podlegających obowiązkowi zgłoszenia,
- klęski spowodowanej żywiołowym zdarzeniem,
- wezwania o przysłanie sanitarnego statku powietrznego.

## Opinia Ministra Łączności
Wymagały zasięgnięcia opinii Ministra Łączności:
- projekty planów produkcyjnych sprzętu telekomunikacyjnego oraz projekty planów rozdziału i importu tego sprzętu opracowane przez poszczególne resorty,
- plany zapotrzebowania i rozdziału absolwentów wyższych szkół technicznych w dziedzinie łączności,
- projekty budowy napowietrznych i kablowych telekomunikacyjnych linii międzymiastowych oraz projekty systemu łączności, który ma być zastosowany, podlegają zatwierdzeniu Ministra Łączności.

Minister Łączności prowadził zbiór dokumentacji technicznej wszystkich urządzeń telekomunikacyjnych użytku publicznego oraz zestawiał zbiorczą ewidencję jednolitej sieci telekomunikacyjnej Państwa.

## Przepisy Ministra Łączności
Dla zapewnienia należytego funkcjonowania wszystkich urządzeń telekomunikacyjnych niezależnie od ich resortowej przynależności Minister Łączności:
- wydawał przepisy o budowie, montażu i technicznej eksploatacji urządzeń telekomunikacyjnych w oparciu o obowiązujące normy, a także sprawował kontrolę właściwego stosowania tych przepisów;
- ustalał w porozumieniu z właściwymi ministrami zarządzającymi urządzeniami telekomunikacyjnymi środki zapewniające racjonalne wykorzystanie urządzeń telekomunikacyjnych wewnątrzresortowych dla potrzeb łączności użytku publicznego.

W rejonach i punktach, które nie posiadały urządzeń telefonicznych lub telegraficznych użytku publicznego, urządzenia łączności wewnątrzresortowe mogły być udostępnione dla obsługi publicznej. Przepisy o korzystaniu z tych urządzeń wydawał właściwy minister w porozumieniu z Ministrem Łączności uwzględniając obowiązujące stawki taryfowe.

## Zniesienie dekretu
Na podstawie ustawy z 1961 r. o łączności zmieniono zapisy dekretu o łączności.